# Савватиева пустынь

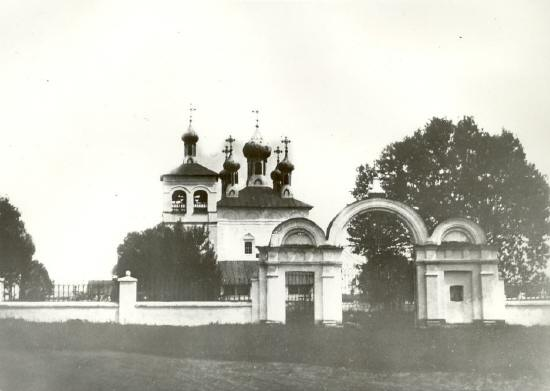
Врата и храм Савватиевой обители до 1917 года

Савватиева пустынь — православная пустынь XIV—XVIII вв. на Тверской земле. Стояла близ села Савватьево (Калининский район). Старые храмы не сохранились. Монашеская община была возрождена в конце XX века.

## Легенда об основании
По преданию, в конце XIV века на месте будущей обители в пещерке поселился некий Савватий, пришедший из Иерусалима, который принёс с собой небольшой деревянный крест, в котором была частица Животворящего Древа Креста Господня. Как религиозный человек Савватий, ища уединения, не стал проживать в Твери, а поселился в 12 км от неё. Тем не менее слава об отшельнике разнеслась по Тверской земле. Савватия посещали известные тверские религиозные деятели: преподобные Савва Бороздин, Вишерский чудотворец († 1460), Савва, Тверской чудотворец († 1461) и Варсонофий Тверской чудотворец († 1467), основатели и игумены Саввина монастыря; преподобный Нектарий, Тверской чудотворец († XV век), основатель Нектарьевой пустыни; преподобный Ксенофонт, Тутанский чудотворец († XV век), ученик преподобного Сергия Радонежского и основатель Тутанского монастыря на реке Тьме; преподобный Зосима Клинский, основатель Зосимовой пустыни и многие другие. Старец Савватий прожил здесь около 40 лет до своей кончины 24 апреля 1434 года.

## История
Первый монастырский храм был построен ещё Савватием. Это была небольшая деревянная церковь в честь иконы Божией Матери «Неопалимая Купина». Позже на этом месте была построена каменная церковь. Постепенно при поддержке жителей Твери монастырь разрастался.
К концу XVII века монастырь был процветающим, имел значительные вотчины, в том числе и подворье в Тверском кремле. Пятиглавый Сретенский собор с приделом Николая Чудотворца и шатровой колокольней — типичный памятник московского зодчества эпохи узорочья — возведён в 1674 году, предположительно, на месте каменной постройки XVI века. Роспись храма датировалась 1893 годом. В 1901 году перестроена паперть. Знаменская церковь возведена игуменом Тихоном в конце XVII века (не позднее 1693 года). В петровское время Савватьевский монастырь стал хиреть и с началом екатерининской секуляризации (1764) был упразднён, став обычным сельским приходом. Тем не менее его храмы оставались местом паломничества.
Богослужения прекратились в 1935 году, после чего многие строения были разрушены. Возрождение пу́стыни началось в конце 1990-х годов. В 2001 году на фундаменте Знаменской церкви начали строить новую, в традициях псковского зодчества, со звонничкой, а 28 июня 2003 года на месте разрушенного Сретенского собора воздвигнут поклонный крест.